# 久保田诚
久保田誠（日语：／ Kubota Makoto，1967年6月24日—）系日本漫画家、漫画原作者。出生、生活于静岡县庵原郡蒲原町堰泽（现静岡市清水区）。于毕业。

## 简历
1991年，于出道，且获得“Comic Morning四季賞佳作”入選。在《Morning》上刊載出道作。
之后在许多杂志上刊登过漫画，曾为史克威爾艾尼克斯和講談社的漫画杂志上创作。之前使用笔名“ヌレイエフくぼた”。的名称来自赛马。使用可爱的画风描绘着充满生活气息的搞笑漫画。
代表作為、《天體戰士》。大部分作品，多对特摄作品有所戏仿。
2007年10月起，他的绘本作品动画化。2008年10月，《天體戰士桑雷德》动画化。
2018年5月1日，久保田诚在自己的推特宣佈與《天體戰士桑雷德》單行本第7集至第20集的台灣中文版譯者簡廷而結婚。

## 作品列表

### 漫画
連載中
- 天體戰士（天体戦士サンレッド）（YOUNG GANGAN、全20卷）

已完結
- （月刊少年GANGAN、GANGAN Comic 全6卷、新裝版全4卷）
- （月刊少年ギャグ王、1999年2月号 - 4月號）※因雜誌停刊休載
- （コミック95〈のちのコミックビンゴ〉、全1卷）
- （プレコミックブンブン、全3卷）
- 妙妙貓先生（ファンシーGUYきゃとらん）（月刊Afternoon、Afternoon KC、全2卷）
- （Morning 2、Morning KC全2卷）

短篇
- （原作担当。作画・五十嵐あぐり、増刊YOUNG GANGAN BIG）

### 圖畫書
- 洗髮精王子（シャンプー王子）（文・名木田恵子）
  - 洗髮精王子的髒兮兮冒險（シャンプー王子のぼうけん）
  - 洗髮精王子搶救髒話王國（シャンプー王子ときたないことば）
  - 洗髮精王子遇上大壞蛋？（シャンプー王子と大あくとう）

曾在埼玉電視台、KIDS STATION播送过短篇动画系列。音乐由影山浩宣負責、片尾曲演唱者是的女儿。

### 其他
- 跟共同担任电视动画（原作：。监督：新房昭之。2005年）第6集的End Card制作。
- 擔任電視動畫「夏日風暴！〜春夏冬中〜」（原作：小林尽、監督：新房昭之。2010年）第6話的End Card制作。

## 註解
1. ↑  以姓名的平假名做為筆名